# Comuna de Radziejowice
Radziejowice (polaco: Gmina Radziejowice) é uma gminy (comuna) na Polónia, na voivodia de Mazóvia e no condado de Żyrardowski. A sede do condado é a cidade de Radziejowice.
De acordo com os censos de 2004, a comuna tem 4748 habitantes, com uma densidade 59,3 hab/km².

## Área
Estende-se por uma área de 80,06 km², incluindo:
- área agricola: 68%
- área florestal: 23%

## Demografia
Dados de 30 de Junho 2004:
|                      | Total   | Total | Mulheres | Mulheres | Homens  | Homens |
| -------------------- | ------- | ----- | -------- | -------- | ------- | ------ |
|                      | pessoas | %     | pessoas  | %        | pessoas | %      |
| População            | 4748    | 100   | 2414     | 50,8     | 2334    | 49,2   |
| Densidade (pop./km²) | 59,3    | 100   | 30,2     | 30,2     | 29,2    | 29,2   |

De acordo com dados de 2002, o rendimento médio per capita ascendia a 1647,26 zł.

## Subdivisões
- Adamów, Adamów-Parcel, Benenard, Budy Józefowskie, Budy Mszczonowskie, Chroboty, Kamionka, Korytów, Korytów A, Kuklówka Radziejowicka, Kuklówka Zarzeczna, Kuranów, Krze Duże, Krzyżówka, Nowe Budy, Pieńki-Towarzystwo, Podlasie, Radziejowice, Radziejowice-Parcel, Słabomierz, Stare Budy Radziejowskie, Tartak Brzózki, Zazdrość, Zboiska.

## Comunas vizinhas
- Grodzisk Mazowiecki, Jaktorów, Mszczonów, Puszcza Mariańska, Wiskitki, Żyrardów